# Tom Riker
Thomas E. "Tom" Riker (Rockville Centre, Nueva York, 28 de febrero de 1950) es un exjugador de baloncesto estadounidense que disputó 3 temporadas en la NBA, además de algunos partidos en la CBA. Con 2,08 metros de estatura, jugaba en la posición de ala-pívot.

## Trayectoria deportiva

### Universidad
Jugó durante tres temporadas con los Gamecocks de la Universidad de South Carolina, donde promedió 15,8 puntos y 9,1 rebotes por partido. Llegó a anotar en una ocasión 42 puntos en un partido. En 1972 fue incluido en el primer equipo All-American.

### Profesional
Fue elegido en la octava posición del Draft de la NBA de 1972 por New York Knicks, y también por los Carolina Cougars de la american Basketball Association, eligiendo la primera opción. No tuvo suerte, ya que apenas jugó 65 minutos distribuidos en 14 partidos, en los que promedió 2,5 puntos y 1,1 rebotes por partido.
Fue cedido a los Allentown Jets de la CBA al año siguiente, donde dispuso de más minutos de juego, regresando a los Knicks esa misma temporada, pero con idénticas esperanzas de juego. continuó una temporada más en el equipo, jugando por fin una cifra considerable de partidos, 51, en los que promedió 3,0 puntos y 2,1 rebotes. Al término de la misma decidió retirarse.

## Estadísticas de su carrera en la NBA

### Temporada regular
| Temp.   | Edad | Equipo | Liga | P  | TIT | MIN | TC  | TCA | %TC  | 3P | 3PA | %3P | TL  | TLA | %TL  | R.OF. | R.DEF. | REB | ASIS | ROB | TAP | PER | FP  | PTS |
| 1972-73 | 22   | N.York | NBA  | 14 |     | 4.6 | 0.7 | 1.7 | .417 |    |     |     | 1.1 | 1.7 | .625 |       |        | 1.1 | 0.1  |     |     |     | 1.1 | 2.5 |
| 1973-74 | 23   | N.York | NBA  | 17 |     | 3.4 | 0.8 | 1.7 | .448 |    |     |     | 0.7 | 1.0 | .706 | 0.5   | 0.4    | 0.9 | 0.2  | 0.0 | 0.0 |     | 0.4 | 2.2 |
| 1974-75 | 24   | N.York | NBA  | 51 |     | 9.5 | 1.0 | 2.9 | .361 |    |     |     | 0.9 | 1.6 | .561 | 0.8   | 1.3    | 2.1 | 0.4  | 0.3 | 0.1 |     | 1.3 | 3.0 |
| Total   |      |        | NBA  | 82 |     | 7.4 | 0.9 | 2.4 | .380 |    |     |     | 0.9 | 1.5 | .593 | 0.7   | 1.1    | 1.7 | 0.3  | 0.2 | 0.1 |     | 1.0 | 2.7 |

### Playoffs
| Temp.   | Edad | Equipo | Liga | P | MIN | TCA | TC | 3PA | 3P | TLA | TL | R.OF. | REB | ASIS | ROB | TAP | PER | FP | PTS | %TC  | %3P | %FT | MIN | PTS | REB | AST |
| 1974-75 | 24   | N.York | NBA  | 1 | 8   | 1   | 2  |     |    | 0   | 0  | 1     | 2   | 1    | 0   | 0   |     | 1  | 2   | .500 |     |     | 8.0 | 2.0 | 2.0 | 1.0 |
| Total   |      |        | NBA  | 1 | 8   | 1   | 2  |     |    | 0   | 0  | 1     | 2   | 1    | 0   | 0   |     | 1  | 2   | .500 |     |     | 8.0 | 2.0 | 2.0 | 1.0 |